# RPG-76 Komar
O RPG-76 Komar (Mosquito) é um lança-granadas antitanque descartável monotiro que dispara uma granada antitanque não guiada, propelida por foguete. A arma foi projetada como uma alternativa menor e mais leve ao RPG-7, especialmente para uso por tropas aerotransportadas. Graças aos bicos injetores localizados entre a ogiva e o compartimento de combustível, pode ser disparada de dentro de um edifício ou veículo.

## Fase de projeto
Em 1971, o Instituto Militar Polonês de Tecnologia de Defesa iniciou o projeto "Argon", com o objetivo de desenvolver um lança-granadas antitanque com um tubo de lançamento descartável como um suplemento para o RPG-7. Duas versões foram consideradas: um canhão sem recuo e um lança-granadas-foguete. Devido à experiência anterior adquirida durante o desenvolvimento da granada de bocal PGN-60 assistida por foguete usada pelo lançador de granadas de bocal do Kbkg wz. 1960, o projeto finalmente se decidiu pelo projeto de granada propelida por foguete. Nesta fase, a equipe de projeto polonesa (Z. Zborowski, K. Kowalewski, T. Witczak, Z. Kapustka, A. Perełkowicz, K. Laskowski, Z. Kupidura) foi complementada por uma equipe de cientistas búlgaros do Instituto Militar de Pesquisa e Desenvolvimento em Sófia, cuja tarefa era desenvolver o motor de foguete e o lançador. O protótipo foi apresentado em 1973, na III Exposição Central de Invenções e Racionalização Militar. Na época, a arma foi designada "granada HEAT com tubo de lançamento descartável RPG-73". Uma série de lançadores protótipos foi produzida em 1980. Nos anos seguintes, a cooperação polaco-búlgara se desfez e o desenvolvimento do lançador continuou apenas na Polônia.

## Histórico operacional
A arma foi adotada pelo Exército Polonês em 1985 como "RPG-76 Komar". Como a ogiva era incapaz de penetrar a blindagem frontal dos tanques ocidentais modernos, tornou-se uma arma auxiliar, não substituindo os lança-granadas RPG-7 padrão em esquadrões de infantaria. Foi produzida na fábrica de Niewiadów, Polônia. Cerca de 100.000 unidades foram fabricadas entre 1983 e 1995.
No final da década de 1990, foi retirada das unidades e depósitos da linha de frente devido às limitadas capacidades antitanque e ao aumento das exigências de segurança (falta de autodestruição). As missões polonesas no Iraque e no Afeganistão mudaram essa política, e a arma foi enviada às tropas, utilizando o Komar no Iraque e no Afeganistão. Soldados poloneses também utilizaram um pequeno número de canhões multifuncionais sem recuo Carl Gustav M2, mais pesados, com uma variedade de tipos de munição modernos.
A arma é enviada em caixas de madeira, cada lançador é selado em uma folha de plástico hermética e seis lançadores são colocados em cada caixa.
O Komar é uma arma antipessoal eficaz contra veículos blindados leves e postos de tiro.
Em março de 2022, a Polônia começou a entregar RPG-76 excedentes à Ucrânia em resposta à invasão russa no país.

## Operadores

### Operadores atuais
- Ucrânia[4]

### Ex-operadores
- Polónia